# 小泉まさみ
小泉 まさみ（こいずみ まさみ、本名：小泉正美、1948年2月21日 - ）は、神奈川県出身の作曲家・編曲家。多摩美術大学グラフィックデザイン科卒業。血液型O型。小泉まさみ&こんがりトーストを経て、作曲家として活動。

## 略歴
ザ・ベンチャーズを知りバンドを始め、加山雄三、ポール・マッカートニーに触発され作曲を始める。
筒美京平、橋本淳に師事し、1972年にコロムビアレコードから「はなくそは空気のかけら」でデビュー。
ヤマハポピュラーソングコンテストで入賞しヤマハ専属になり、ワーナー・パイオニアから小泉まさみとこんがりトースト名義で「おやすみ」をリリース。以後LP「メロディランド」「コットンハウス」、シングル「妹の部屋」「バイバイゲーム」リリース。2年後作曲家に転向し、アグネス・チャン、あいざき進也などアイドル歌手の作品を多く手がける。TV CMは「ミツカン味ぽん」「ESSE」「マイティアCL」「龍角散トローチ」など作曲。1980年から2年かけて世界1周旅行に出かけ26カ国132都市をめぐる。
帰国後はレコード楽曲以外に、恵比寿ガーデンプレイス等の大型からくり時計の作曲、幼児知育遊具（ヤマハキッズコンピュータ・コペラなど）、幼児音楽ビデオ（ベネッセ・しまじろうビデオ等）の作曲、制作に関わる。

## 主な作曲・編曲楽曲
- 柏原芳恵
  - 「恋人たちのキャフェテラス」「ロマンチックにI love you」「夕陽のコンチェルト」（作曲）
- アグネス・チャン
  - 「冬の日の帰り道」（作詞・作曲）「夢をください」・「ハロー・グッドバイ」（作曲）
- 中森明菜「夢遥か」（作曲）
- アグネス・ラム「さよならは言わない」（作曲）
- 庄野真代「逃亡者」「そして・蜃気楼」「スロウ・ボートでチャイナへ」「おでかけブギ」（作曲）
- サーカス「巴里祭」（作曲）
- Belle「コーヒー一杯の幸福（しあわせ）」「電話」「20歳」「ラストダンス」（作詞・作曲）
- 松本ちえこ「ハイ!授業中」「海辺のあいつ」「ワンダフル・ヒーロー」「かわいい貴方」（作曲）
- 小林幸子「散歌」（作曲）
- 伊藤つかさ「横浜メルヘン」（作曲）
- 木之内みどり「ゆめまくら」（作曲）
- チューインガム「だいだいラプソディ」（作詞・作曲）
- あいざき進也「君のハートに火をつけて」（作詞）「恋はあまのじゃく」（作曲）
- フィンガー5「スーパーカー・ブギ」「やきもちボーイ」（作詞・作曲）
- ゴールデン・ペア「ソーダ水の向こうに」（作詞・作曲）
- 浜田朱里「夏の指定席」（作曲）
- 原真祐美「わかってマイ・ラブ」（作曲）
- オスマン・サンコン「アフリカの女」（作曲）
- BIBI「風の誘惑」（作曲）
- 三木聖子「明日になれば」（作曲）
- 山本由香利「振り向かない季節」「グッドラック」（作曲）
- 風見慎吾「涙のtake a chance」（編曲）
- 憂歌団「スッポンポンのポン」（編曲）

### その他の作品
- TBS 「JNNニュースコープ」テーマ曲
- フジテレビ
  - 「夕食バンザイ」テーマ曲
  - 「美味しんぼ倶楽部」テーマ曲
- 日本テレビ 「日本マンガ昔話」テーマ曲
- 科学万博・東京ガスパピリオン「炎のステージ」の音楽制作
- 恵比寿ガーデンプレイスからくり時計「エビス・アワー」
- シンガポール伊勢丹前時計台
- 岡山駅前からくり時計「桃太郎メルヘンクロック」
- 松戸駅西口からくり時計「夢飛行」(撤去)
- 香港「新世界」
- NTT京橋モニュメント
- 安城市「天球儀モニュメント」
- 台北市太平洋百貨店「人魚姫からくり」
- 福井県勝山市「左義長からくり」
- 奈良市セントラルコート「シルクロード」(現在廃止)
- 花巻市NAHANプラザからくり時計「銀河ポッポ」
- 鳥取市童謡館からくり時計
- 札幌市マリオンビル「ロボットからくり」
- ヤマハキッズコンピュータ「コペラ」ソフト
- 「メロディランド」「ドレミファ伝説」
- 「おうたのキャンバス」「このおとなあに」
- ベネッセしまじろうVTRの楽曲
- こどもちゃれんじ「ぷち」「ほっぷ」「すてっぷ」